# Carl Schmitt
Carl Schmitt (Plettenberg, 11 de julio de 1888-Plettenberg-7 de abril de 1985) fue un filósofo, teórico político y jurista alemán, y activista nazi destacado pero efímero (1933-1936). Schmitt escribió extensamente sobre el ejercicio efectivo del poder político. En tanto que intelectual tradicionalista, Schmitt destacó como crítico del parlamentarismo, el liberalismo y el cosmopolitismo, y su obra ha ejercido una gran influencia en la teoría política, la teoría jurídica, la filosofía continental y la teología política, pero su valor y su importancia son controvertidos, principalmente debido a su apoyo intelectual y a su breve participación activa en el nazismo. La obra de Schmitt ha atraído la atención de numerosos filósofos y teóricos políticos, tales como Giorgio Agamben, Ernst-Wolfgang Böckenförde, Helmuth Plessner, Hannah Arendt, Walter Benjamin, Susan Buck-Morss, Jacques Derrida, Jürgen Habermas, Jaime Guzmán, Ernesto Laclau, Dalmacio Negro, Álvaro d'Ors, Montserrat Herrero, Reinhart Koselleck, Friedrich Hayek, Chantal Mouffe, Antonio Negri, Leo Strauss, Adrian Vermeule y Slavoj Žižek, entre otros.
Según la Stanford Encyclopedia of Philosophy, "Schmitt fue un agudo observador y analista de las debilidades del constitucionalismo liberal y del cosmopolitismo liberal, pero no cabe duda de que su cura preferida resultó ser infinitamente peor que la enfermedad".

## Biografía
Escribió centrado en el conflicto social como objeto de estudio de la ciencia política, y más concretamente la guerra. Su obra atraviesa los avatares políticos de su país y de Europa a lo largo del siglo XX. 
Militó en el Partido Nacionalsocialista y ejerció diversos cargos bajo el régimen nazi entre 1933 y 1936, pero las amenazas de las SS, que le consideraban un advenedizo, le apartaron del primer plano de la vida pública. No obstante lo anterior, su fuerte compromiso con el régimen de Hitler condujo a que se lo tildara de "Kronjurist" del Tercer Reich.
Su hija se casó con un español, y eso le llevó a frecuentar España, realizando diversos seminarios, en lugares como la Universidad de Santiago o el Centro de Estudios Constitucionales. Si en Alemania había caído en cierto ostracismo por su apoyo al nazismo, tal alineamiento no le supuso ningún problema en la Dictadura de Francisco Franco, pues los nazis apoyaron a Francisco Franco con algunas tropas de la Legión Cóndor y armamento durante la Guerra civil española. Sus estancias en España facilitaron su relación con diversos juristas españoles, como el entonces ministro franquista, y posterior fundador de  Alianza Popular, Fraga Iribarne, o Manuel García-Pelayo, el primer presidente del Tribunal Constitucional emanado de la Constitución española de 1978.

## Pensamiento
Schmitt fue uno de los principales ideólogos del Movimiento Revolucionario Conservador de Alemania. Su teorización se basa en la necesidad de instaurar un poder de «decisión» adecuado que termine con la lucha de clases, cosa que no es posible en un Estado liberal, en el cual no se puede justificar la exigencia del sacrificio de la vida en favor de la unidad política.
Schmitt concibe la «acción política» como «decisión» que debe tener la talla de producir un «mito» que comprometa a los individuos: tal «producción» solo puede resultar de la guerra. El Estado ya no es el portador del monopolio político, pues se ha visto reducido en importancia a tan solo una «asociación» más y que no se encuentra por encima de la sociedad.
Schmitt propone una pluralidad, con el Estado como comunidad suprema y más intensa. Concibe la idea de «comunidad» con «personas esencialmente ligadas» y no una sociedad de «personas esencialmente separadas». Schmitt mantuvo una polémica con Hans Kelsen acerca de la concepción del Estado, la defensa de la Constitución y demás formas jurídicas democráticas.
Esa «comunidad» es la que puede llevar a superar la degradación que al Estado ha producido el liberalismo que, con su negación de la política, lo ha convertido en un «sirviente burocrático armado». Su rechazo a las democracias parlamentarias pluralistas, en cuanto incapaces de controlar los nuevos potenciales surgidos de la socialización creciente del siglo XX, lo hacen optar por la dictadura como forma de gobierno.

### El concepto de lo político

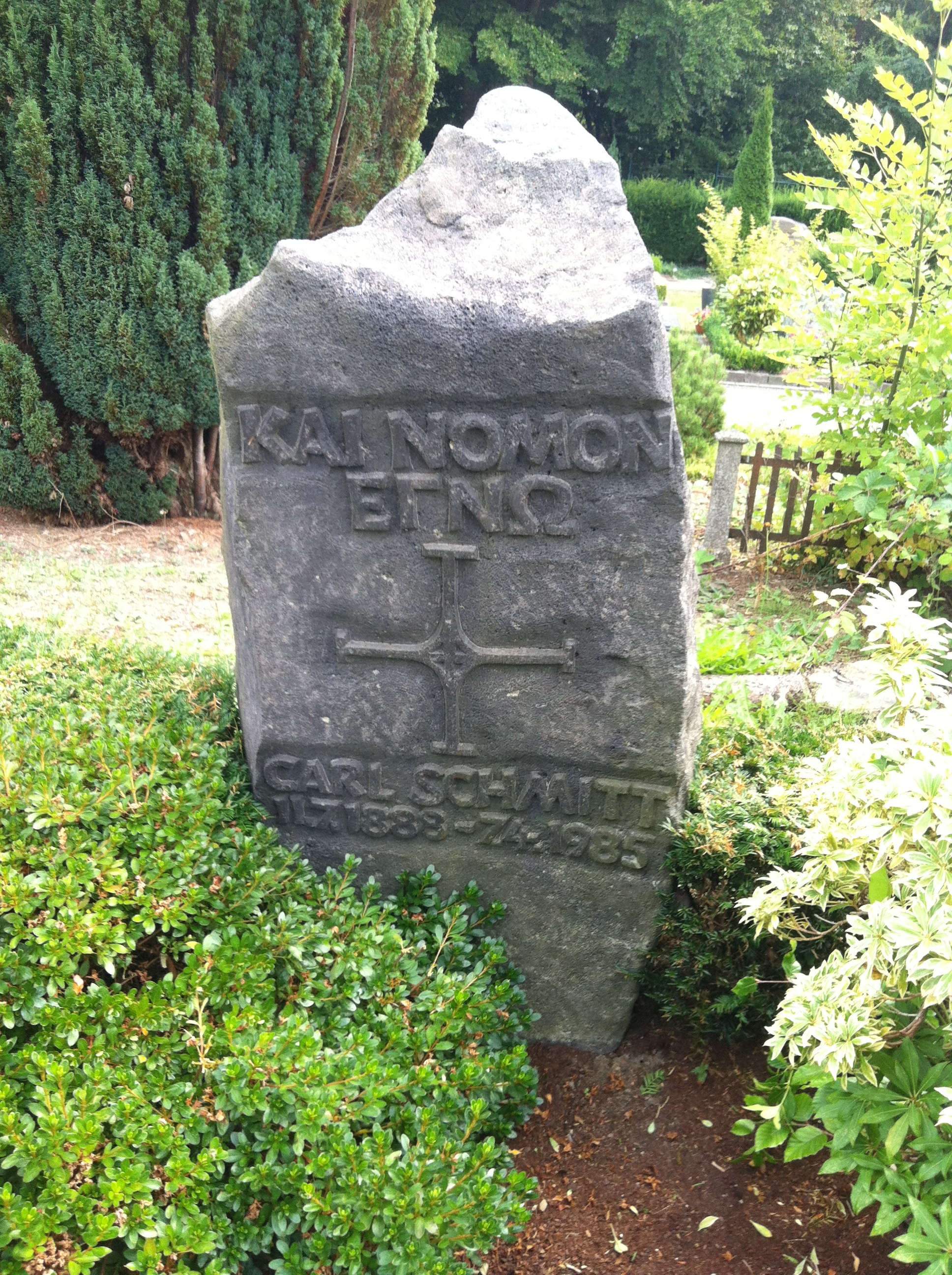
Lápida de Carl Schmitt

El concepto de Estado presupone el de «político», y el Estado es definido como el estatus político de un pueblo organizado sobre un territorio delimitado. En la época actual, el Estado se encuentra entremezclado con la sociedad, al punto que lo político no admite ser definido a partir de lo estatal. Por eso, para llegar a una definición de lo político se requiere el descubrimiento y la fijación de una distinción específica a la cual sea posible referir las acciones y los motivos políticos. Esa distinción es la distinción de «amigo y enemigo», la cual determina la esencia de lo político, y desde este criterio se puede determinar lo político y lo apolítico. En la medida que no es derivable de otros criterios, ella corresponde, para la política, a los criterios relativamente autónomos de otros ámbitos humanos: bueno y malo para la moral, bello y feo para la estética, etc.
Así, la esencia de las relaciones políticas es el antagonismo concreto originado a partir de la posibilidad efectiva de lucha. Lo político es, entonces, una conducta determinada por la posibilidad real de lucha; es también la comprensión de esa posibilidad concreta y la correcta distinción entre amigos y enemigos. El medio político es, por ende, un medio de combates concretos.
El significado de la distinción de amigo–enemigo es el de indicar el extremo grado de intensidad de una unión o de una separación, que puede subsistir teórica y prácticamente sin que, al mismo tiempo, deban ser empleadas otras distinciones morales, estéticas, económicas, etc., pues no hay necesidad de que el enemigo político sea moralmente malo o estéticamente feo, «el enemigo es simplemente el otro que está en contra de mi posición». El enemigo político es un conjunto de hombres que combate, al menos virtualmente, o sea sobre una posibilidad real, y que se contrapone a otro agrupamiento humano del mismo género. Enemigo es sólo el enemigo público, puesto que todo lo que se refiere a semejante agrupamiento, y en particular a un pueblo íntegro, deviene por ello mismo público, es por esto que aunque el enemigo sea político no necesariamente tiene que ser un enemigo en la esfera de las relaciones individuales.
El antagonismo político es el más intenso y extremo de todos y cualquier otra contraposición concreta es tanto más política cuanto más se aproxima al punto extremo, el del agrupamiento basado en el concepto amigo–enemigo. Esta relación tiene las siguientes características:
- Sentido polémico. Todos los términos y expresiones políticas poseen un sentido polémico, tienen presente una conflictividad concreta cuya consecuencia extrema es el agrupamiento en la polaridad amigo–enemigo (que se manifiesta en la guerra y la revolución).
- Sentido político-partidario. En el uso de la polémica cotidiana en el interior del estado, político es hoy usado a menudo en el mismo sentido que político-partidario, la inevitable carencia de objetividad de todas las decisiones políticas (reflejo de la distinción amigo–enemigo inmanente a todo comportamiento político).
- La eventualidad en términos reales de lucha. En todo agrupamiento amigo–enemigo siempre está latente la posibilidad de la guerra. La guerra es un presupuesto siempre presente como posibilidad real y que determina de modo particular el pensamiento y la acción del hombre, provocando así un comportamiento político.
- El grado de intensidad. Todo enfrentamiento puede extraer su fuerza de los más diversos sectores de la vida humana, de contraposiciones religiosas, económicas, morales, etc., pero es verdaderamente político si es lo bastante fuerte como para reagrupar a los hombres entre amigos y enemigos. El grado de intensidad es el que imprime el carácter político.

### Teoría del partisano
Esta teoría fue expuesta en las conferencias que impartió en la Universidad de Santiago de Compostela.
El término partisano es sinónimo de guerrillero, revolucionario, y surge tras la ocupación de España por parte de Napoleón entre 1808 y 1813. El partisano es un soldado, un individuo armado que a diferencia del soldado regular tiene las siguientes características:
- Irregularidad: puede portar armas o no, no ha hecho una carrera profesional, no porta uniforme, no tiene una función definida.
- Telurismo: está vinculado a un lugar determinado, no necesita la logística de una batalla regular, actúa generalmente dentro de su propia gente que lo ayuda.
- Extrema movilidad: tiene una gran facilidad de movimiento en el campo de batalla, no tiene tácticas establecidas.
- Intenso compromiso político: posee un intenso compromiso con su tierra natal, lo cual significa que distingue a los amigos del enemigo real.

### Estado total
Para Schmitt la democracia es entendida a partir del concepto de «Estado total». El Estado total es aquel que ha superado el momento liberal. Es un Estado fuerte, que se inmiscuye en todas las esferas de la vida en sociedad. En la democracia, para Schmitt, todo es político.
En este marco, se entienden sus críticas al liberalismo, al parlamento como institución y al parlamentarismo como forma de gobierno. La democracia para él no requiere del voto secreto (pues la política se hace en el espacio público). Por el contrario es la acclamatio, la elección a viva voz y en masa, la que le resulta compatible con su idea de democracia. La democracia es directa: no hay representantes, ni elecciones. La representación necesariamente mediatiza la inmediatez de la voluntad popular, haciéndola, en definitiva, desaparecer.
Tampoco admite la idea de pluralismo, ya que sostiene que a la democracia le es propia la homogeneidad, por lo que la unanimidad es el carácter propio de esta democracia. Las diferencias serán entonces excluidas o eliminadas al interior de la unidad política.

## Obras
La obra Teología Política de Carl Schmitt publicada en 1922, es una de las obras más trascendentales de su vida profesional como para el desarrollo de la política del siglo XX. Fue publicada en el contexto de la crisis de la República de Weimar, en el que se consolidó como uno de los principales pensadores políticos más polémicos de su época, construyendo una notable reputación como jurista y filósofo político.  La tesis central, condensada en la famosa frase “soberano es quien decide sobre el estado de excepción”, se convirtió en un eje de su pensamiento ulterior.

### Fechas y datos de la publicación
Carl Schmitt, en su obra “Teología política” publicada en 1922, construye un profundo estudio acerca de la interacción entre la teología y la política, recalcando que las nociones elementales de la teoría moderna en torno al Estado se encuentran estrechamente vinculados a fuentes teológicas.
Son un conjunto de cuatro ensayos cuya relación se halla en torno a la teoría de la soberanía. Inicialmente, formula el concepto de “sociología de los conceptos” como uno que finalmente será llamado “teología política”. Este concepto inicial es comprendido como un mecanismo para analizar y encontrar la analogía entre los conceptos jurídicos y teológicos. Se enfoca en el modo en que ambos conceptos se interrelacionan y a partir de ello se nutren en el seno de un contexto sociocultural, el cual está estrechamente vinculado a figuras eclesiales ligadas a la religión como los monarcas (“derecho divino de los reyes”), sacerdotes y su rol dentro de la sociedad. Asimismo, en Teología política él introduce la noción de que las categorías políticas modernas son consecuencia de secularizaciones de conceptos teológicos, conceptos explicados más a fondo en su obra “El concepto de lo político (1927)”.

### Doctrina de la soberanía

#### Decisión soberana
Schmitt sostiene que la raíz del concepto de soberanía se halla en la teología, en tanto la caracterización de una entidad soberana en un marco político es semejante al de la figura de un Dios todopoderoso de la teología.  En este sentido, la autoridad del soberano radica en su capacidad de decisión en situaciones particulares y relevantes. Esto se debe porque cuenta con la capacidad de suspender la aplicación de leyes previamente establecidas, lo cual no solo implicaría su suspensión sino también el hecho de que el principio de legalidad puede ser violado bajo el argumento de velar por la seguridad y orden del Estado.
Asimismo, Schmitt demuestra que el poder soberano implica tener la capacidad de decidir sobre virtudes intransferibles como la vida y la muerte mediante la exclusión de ciertos individuos de su orden legal. Por ende, puede condicionar y decidir su existencia dentro de las normas jurídicas estatales. El autor enfatiza en que la decisión soberana no siempre se encuentra supervisada por una entidad superior que asegure la democracia, pues de ser así perdería su cualidad fundamental de soberanía y autoridad política en momentos críticos.

Menciona que este problema de la soberanía ya se encontraba expuesto de manera conocida en La República de Bodino, pero no en la típica sentencia de que la soberanía es el poder absoluto y Perpetuo en una República, sino que se fija especialmente en el capítulo 10 del libro una de la República como el comienzo de la teoría moderna del Estado:.
“Bodino ilustra su concepto con muchos ejemplos prácticos y siempre viene a parar a la misma pregunta: ¿Hasta qué punto está el soberano sujeto a las leyes y obligado frente a los estamentos sociales? [...] Hablando en términos generales, afirma Bodino que el príncipe sólo está obligado frente al pueblo y los estamentos cuando el interés del pueblo exige el cumplimiento de la promesa, pero no lo está «si la nécessité est urgente".
Tanto para Bodino como para Smith, la soberanía y el poder son componentes característicos del Estado  ligados a la capacidad del Estado de generar decisiones en torno a cómo abordar el ordenamiento social, responsable de la seguridad pública. Pero a parte de ello, tiene potestad de decidir frente a un estado de excepción En esta línea, en tanto cuenta con la capacidad de decidir y el poder consiste en decidir, el orden jurídico Estatal se apoya en una decisión (la acción de tomar acción) y no en una norma.

#### Estado de excepción
Smith considera que un hecho excepcional a aquel hecho “que no está previsto en el orden jurídico vigente, puede a lo sumo ser calificado como caso de extrema necesidad, de peligro para la existencia del Estado”. En este Estado impera la creación de un marco en el cual los ordenamientos jurídicos tengan validez. Es decir, el soberano finalmente termina asumiendo la decisión, que en otras palabras se diría como una “decisión monopolizada” amparada por preceptos jurídicos que la doten de validez dentro del Estado.

### Críticas político-filosóficas hacia la obra
A partir de su capacidad para atraer la atención sobre el problema de la soberanía y el Estado de excepción, surgieron algunos debates en torno a temas centrales de Teología política como la soberanía, la decisión soberana y el fundamento del poder político. Se hallan dos fuertes críticas desde dos diferentes corrientes teóricas, desde la Teoría Crítica por Jürgen Habermas y desde un discurso deconstructivista por Jacques Derrida.

#### Crítica Derrideana
Jacques Derrida menciona a Schmitt explícitamente en su obra Política de la amistad (1994), donde estudia cómo la decisión soberana, importante para Schmitt, demanda la existencia de una estructura que él mismo llama como indecible. Esta indecibilidad no se limita a tomar una decisión, sino a la posibilidad que se tiene en el ejercicio de una toma de decisión. En otras palabras, una decisión genuina solo existe en medida que el resultado no está predeterminado, sino que exista un margen de incertidumbre y riesgo.

Ante ello, Horacio Potel en su publicación "El resto y la totalidad: Digresiones sobre Derrida y la deconstrucción (2013)" comprende la crítica derrideana hacia Schmitt como una respuesta a la negación de circunscribirse a una posición inflexible en el ejercicio de las decisiones y la comprensión ética que ésta implica:
"Que no se pueda saber nunca todo sobre algo, garantiza que en cada caso, me encuentre ante la necesidad de decidir lo indecidible, que no esté obligado por un cálculo o un programa sino entregado a la locura del instante, porque como dice Kierkegaard «el instante de la decisión es una locura», locura que nos arroja al desgarramiento de tener que elegir sin ninguna seguridad, [...] es la experiencia de lo que siendo extranjero, heterogéneo con respecto al orden de lo calculable y de la regla, debe sin embargo [...] entregarse a la decisión imposible”.
Por lo tanto, Derridá critica el pensar de Schmitt, pues considera que si una decisión es resultado de la aplicación de la ley o de un cálculo racional y utilitario, verdaderamente no es una decisión en tanto no deja espacio para la incertidumbre. Contrario a ello, supone que el pensamiento de schmittiano consistiría en un mero acto de ejecución de la ley por cumplimiento de la misma y no como consecuencia de una deliberación previa. Así, una política reacia a la alteridad, para Derrida, es considerada como una política, decisión y ejercicio de la justicia menos inclusivo al no reconocer la complejidad ética y moral de las decisiones políticas sino que las reduce meramente a una especie de validación de hipótesis.

#### Crítica Habermasiana
Jürgen Habermas, otro gran crítico de Schmitt presenta perspectivas contrarias sobre la soberanía y legitimidad jurídica. Desarrolló su crítica a Teología política de Schmitt y presentó una alternativa sobre una democracia deliberativa basada en consenso y racionalidad comunicativa. Señala además el problema de las democracias modernas sobre el estado de excepción de Schmitt: la capacidad de responder a situaciones críticas sin sacrificar la legitimidad democrática. Aquí no se niega la existencia de un estado de excepción, pero se reformula la manera en el que se debería de comportar un sujeto en este estado.

En esta misma línea, percibe al decisionismo(soberano) schmittiano como una amenaza para la democracia, pues subordina la legalidad y los procedimientos normativos de un Estado al acto de decisión soberana.
"Es importante señalar que Schmitt, a pesar de sostener que la legitimidad democrática consiste en una identidad entre gobernantes y gobernados, nunca extrajo de esta premisa la conclusión de que resulte deseable una democracia “participativa”. Carl Schmitt rechaza el ideal de que el pueblo pueda o deba participar en el proceso de decisión política, mucho menos que todo individuo participe en condiciones de igualdad por medio de un proceso de discusión libre en la esfera pública". 
No obstante, en un sistema político democrático, el poder debe legitimarse por la voluntad colectiva expresada mediante mecanismos deliberativos en lugar de la decisión soberana inherentemente arbitraria, legítima únicamente por estar por sobre la ley. Dicho ello, Habermas considera que los postulados de Schmitt derivan en un autoritarismo en el que el poder se justifica por sí mismo, ignorando todo tipo de acuerdo, participación social e inclusive a la capacidad del sistema jurídico para regular todas las decisiones políticas incluso en situaciones de crisis. Así plantea una alternativa sobre una democracia deliberativa basada en consenso y racionalidad comunicativa, donde no se niega la existencia de un estado de excepción, pero se reformula la manera en el que se debería de comportar un sujeto en este estado, bajo el sustento que la vinculación entre teología y política no debe tratarse de un intento por justificar las estructuras de poder autoritarias que no pueden sostener a una sociedad altamente secularizada.
Entre otras obras del autor se encuentran las siguientes:
- Gesetz und Urteil. Eine Untersuchung zum Problem der Rechtspraxis. 1912. (hay traducción al español).
- Der Wert des Staates und die Bedeutung des Einzelnen. Hellerau 1917 (1.ª ed. Tübingen, 1914) (hay traducción al español)
- Theodor Däublers „Nordlicht“. Duncker & Humblot. Berlín 1991 (1.ª ed. Múnich 1916).
- „Die Sichtbarkeit der Kirche“, en: Summa 1/2 (1917) (hay traducción al español).
- Politische Romantik. Duncker & Humblot, Berlín, 1919. (hay traducción al español)
- Die Diktatur. Von der Anfängen des modernen Souveränitätsgedankens bis zum proletarischen Klassenkampf. Berlín 1964 (1.ª ed. 1921) (hay traducción al español).
- Politische Theologie. Vier Kapitel zur Lehre von der Souveränität. Berlín 1996 (la 1.ª ed. es de 1922) (hay traducción al español).
- Römischer Katholizismus und politische Form. Stuttgart 1984 (Hellerau. 1.ª ed. 1923) (hay traducción al español).
- Positionen und Begriffe im Kampf mit Weimar–Genf–Versailles 1923–1939. Hanseatische Verlagsanstalt. Hamburgo 1940.
- „Die Lage der europäischen Rechtswissenschaft“, en: Verfassungsrechtliche Aufsätze aus den Jahren 1924–1954. Materialien zu einer Verfassungslehre. Berlín 1958.
- „Der Staat als ein konkreter, an eine geschichtliche Epoche gebundener Begriff“, en: Verfassungsrechtliche Aufsätze aus den Jahren 1924–1954. Materialien zu einer Verfassungslehre. Berlín 1958.
- Verfassungslehre. Berlin 1954 (1.ª ed. 1928) (hay traducción al español).
- Der Hüter der Verfassung, Duncker & Humblot, 1996. (1.ª ed. 1931) (hay traducción al español).
- „Der Mißbrauch der Legalität“ en: Tägliche Rundschau, 19 de julio de 1932.
- Legalität und Legitimität. Duncker & Humblot. Berlín 1998 (6.ª ed.; 1.ª ed. 1932) (hay traducción al español).
- Der Begriff des Politischen. Duncker & Humblot. Berlín 1996 (texto del año 1932 con un prólogo y tres corolarios; también: Hamburgo 1933) (hay traducción al español).
- Über die drei Arten des rechtswissenschaftlichen Denkens. Duncker & Humblot. Berlín 2.ª ed. 1993 (1.ª ed. 1934) (hay traducción al español)
- „Der Führer schützt das Recht. Zur Reichstagsrede Adolf Hitlers vom 13. Juli 1934“, en: Deutsche Juristen-Zeitung 39 (1934).
- „Politik“, en: H. Francke (ed.), Handbuch der neuzeitlichen Wehrwissenschaften, tomo 1. Berlín/Leipzig 1936.
- „Die deutsche Rechtswissenschaft im Kampf gegen den jüdischen Geist“, en: Deutsche Juristen-Zeitung 41 (1936).
- Der Leviathan in der Staatslehre des Thomas Hobbes. Sinn und Fehlschlag eines politischen Symbols. Colonia 1982 (la 1.ª ed. es de 1938) (hay traducción al español)
- „Beschleuniger wider Willen oder: Problematik der westlichen Hemisphäre“, en: Das Reich, 16 (19 de abril de 1942).
- Land und Meer. Eine weltgeschichtliche Betrachtung. Colonia–Lövenich 1981 (1.ª ed. Leipzig 1942) (hay traducción al español).
- Glossarium. Aufzeichnungen der Jahre 1947–1951. Berlín 1991.
- Donoso Cortés in gesamteuropäischer Interpretation. Colonia 1950. (hay traducción al español)
- „Drei Stufen historischer Sinngebung“, en: Universitas, 5 (1950).
- Der Nomos der Erde im Völkerrecht des Jus Publicum Europaeum. Colonia 1950 (hay traducción al español).
- Ex Captivitate Salus. Erfahrungen der Zeit 1945/47. Colonia 1950 (hay traducción al español)
- „Die Einheit der Welt“, en: Merkur 47 (1952).
- „Die geschichtliche Struktur des heutigen Weltgegensatzes von Ost und West“, en: Freundschaftliche Begegnungen. Festschrift für E. Jünger zum 60. Geb. Frankfurt a.M. 1955.
- „Die andere Hegel-Linie – Hans Freyer zum 70. Geburtstag“, en: Christ und Welt 30 (26 de julio de 1957).
- „Gespräch über den neuen Raum“, en: Estudios de Derecho Internacional en homenaje a Barcia Trelles. Zaragoza 1958.
- Theorie des Partisanen. Zwischenbemerkung zum Begriff des Politischen. Berlín 1995 (1.ª ed. 1963) (hay traducción al español).
- Politische Theologie II. Die Legende von der Erledigung jeder Politischen Theologie. Berlín 1996 (1.ª ed. Berlín 1970) (hay traducción al español)
- „Gespräch über den Partisanen“, en: J. Schickel (ed.), Guerilleros, Partisanen. Theorie und Praxis. Múnich 1970.
- Carl Schmitt und Álvaro d'Ors. Briefwechsel (ed. Montserrat Herrero) Berlín 2004.
- Tagebücher vom Oktober 1912 bis Februar 1915, Akademie Verlag, 2005.
- Carl Schmitt. Die Militärzeit 1915 bis 1919, Akademie Verlag, 2005.
- Tagebücher 1930 bis 1934, Akademie Verlag, 2010.

En español
- El concepto de lo político. Alianza Editorial. Madrid, 1991.
- Sobre el parlamentarismo. Editorial Tecnos. Madrid, 1996.
- Sobre los tres modos de pensar la ciencia jurídica. Editorial Tecnos. Madrid, 1996.
- Teología política. Trotta. Madrid, 2009.
- Ex captivitate salus. Trotta. Madrid, 2010.
- Catolicismo romano y forma política. Editorial Tecnos. Madrid, 2010.
- Teoría del partisano. Acotación al concepto de lo político. Trotta. Madrid, 2013.
- Tierra y mar. Una sobre la historia universal. Trotta. Madrid, 2019.
- Glossarium. Anotaciones desde 1947 hasta 1958. Editorial El Paseo, 2021. 615 páginas.
- Los Buribunkos. Ensayo histórico-filosófico. Editorial Katankura. Santiago, 2022.
- Teoría de la Constitución. Alianza Editorial. Madrid, 2024.

## Obras sobre Carl Schmitt
- Heiner Bielefeldt: Kampf und Entscheidung. Politischer Existentialismus bei Carl Schmitt, Helmuth Plessner und Karl Jaspers. Würzburg 1994.
- Ernst-Wolfgang Böckenförde: „Konkretes Ordnungsdenken“, en: J. Ritter/K. Gründer (ed.), Historisches Wörterbuch der Philosophie. Basel 1984, tomo 6.
- Ernst-Wolfgang Böckenförde: „Auf dem Weg zum Klassiker. Carl Schmitt in der Diskussion: Politische Theologie als Fluchtpunkt seines Werks“, en: Frankfurter Allgemeine Zeitung, feuilleton del 11 de julio de 1997, número 158.
- Ernst-Wolfgang Böckenförde: „Der Begriff des Politischen als Schlüssel zum staatsrechtlichen Werk Carl Schmitts“, en: Complexio Oppositorum. Über Carl Schmitt. Berlín 1988.
- J. W. Brendersky: Carl Schmitt. Theorist for the Reich. Nueva York 1983.
- E. Brock: „Der Begriff des Politischen. Eine Auseinandersetzung mit Carl Schmitt“, en: Hochland 19 (1931–1932).
- Patricio Carvajal: «Geschichtstheorie o Geschuchtsphilosophie. El discurso historiográfico alemán: de H. Conring a E. Nolte», en: P. Corti y otros, ed.: Historia: el sentido humano del tiempo. Altazor. Viña del Mar 2005.
- Renato Cristi: El pensamiento político de Jaime Guzmán: Autoridad y libertad. LOM Ediciones. Santiago 2000.
- Renato Cristi: Carl Schmitt and Authoritarian Liberalism: Strong State, Free Economy. University of Wales Press. Cardiff 1998.
- Renato Cristi: “Schmitt on Liberalism, Democracy and Catholicism”, en: History of Political Thought 14 (1994).
- Gildo Chiesa: "Carl Schmit: Orden concreto y excepción", en: Corpus Iuris Regionis, de la Escuela de Derecho de la Universidad Arturo Prat, n5 (2005)
- Álvaro d'Ors: «El Glossarium de Carl Schmitt», en: Estudios sobre Carl Schmitt. Madrid. 1996.
- Álvaro d'Ors: Bien común y enemigo público. Marcial Pons. Barcelona 2002.
- Álvaro d'Ors: Carl Schmitt und Álvaro d’Ors: Briefwechsel (M. Herrero, ed.). Duncker & Humblot. Berlín 2004.
- Alain de Benoist: «Una nueva campaña infamatoria contra Carl Schmitt», en: Empresas Políticas 4 (2004).
- Jacques Derrida: Politiques de l’amitiè suivi de L’oreille de Heidegger. Éditions Galilée. París 1994.
- Völker Gerhardt: „Politik als Ausnahme“, en: R. Mehring: Carl Schmitt. Der Begriff des Politischen. Ein kooperativer Komentar. Akademie. Berlín 2003.
- Jürgen Habermas: „Schrecken der Autonomie. Carl Schmitt auf Englisch“, en: J. Habermas, Eine Art Schadenabwicklung. Suhrkamp. Frankfurt a. M. 1987.
- Jürgen Habermas: „Carl Schmitt in der politischen Geistesgeschichte der frühen Bundesrepublik“, en: J. Habermas, Die Normalität einer Berliner Republik. Suhrkamp. Frankfurt a. M. 1995.
- Hermann Heller: „Staatslehre“, en: Gesammelte Schriften. Leiden 1971, III.
- Hugo Eduardo Herrera: Sein und Staat. Die ontologische Begründung der politischen Praxis bei Helmut Kuhn. Königshausen & Neumann. Würzburg 2005.
- Hugo Eduardo Herrera: „Carl Schmitt und die ‘klassische’ politische Philosophie“, en: Th. Goll/Th. Leuerer/T. Mayer/H.-G. Merz (ed.), Staat und Politik. Beiträge aus Politischer Wissenschaft und Politischer Bildung. Festschrift für Paul-Ludwig Weinacht zum 65. Geburstag. Nomos. Baden-Baden 2003.
- Hugo Eduardo Herrera: «Lo ‘originario’ en la dimensión jurídica. Comentario sobre los alcances filosófico-jurídicos y filosófico-generales de un argumento de Carl Schmitt contra el normativismo de Hans Kelsen», en: Revista de Ciencias Sociales 51.
- Hugo Eduardo Herrera: Carl Schmitt als politischer Philosoph. Versuch einer Bestimmung seiner Stellung bezüglich der Tradition der praktischen Philosophie. Duncker & Humblot. Berlín 2010.
- Montserrat Herrero: El nomos y lo político. La filosofía política de Carl Schmitt. Eunsa. Pamplona 1997.
- Hasso Hofmann: Legitimität gegen Legalität. Der Weg der politischen Philosophie Carl Schmitts. Neuwied/Berlín. 1964.
- Carmelo Jiménez Segado: Contrarrevolución o resistencia: La teoría política de Carl Schmitt (1888–1985). Tecnos. Madrid 2009.
- J. Kaiser: „Konkretes Ordnungsdenken“, en: E. Quaritsch (ed.), Complexio Oppositorum. Über Carl Schmitt. Berlín 1988.
- E. Kennedy: „Carl Schmitt und die ‘Frankfurter Schule’. Deutsche Liberalismuskritik im 20. Jahrhundert“, en: Geschichte und Gesellschaft 12 (1986).
- Andreas Koenen: Der Fall Carl Schmitt. Sein Aufstieg zum „Kronjuristen des Dritten Reiches“. Darmstadt 1995.
- Panajotis Kondylis: „Jurisprudenz, Ausnahmezustand und Entscheidung. Grundsätzliche Bemerkungen zu Carl Schmitts ‘Politische Theologie’“, en: Der Staat 34 (1995).
- Helmut Kuhn: Der Staat. Eine philosophische Darstellung. Múnich 1967.
- Helmut Kuhn: „Besprechung des Buches ‘Der Begriff des Politischen’“, en: Kant-Studien 38 (1933), nuevamente en Der Staat. Eine philosophische Darstellung.
- Jerónimo Molina (Ed.), Empresas política (Murcia), n.º 14-15, 2010 (Monográfico sobre la recepción de Carl Schmitt en España).
- Jerónimo Molina Cano,  Contra el mito Carl Scmitt. Renacimiento. Sevilla 2019.
- M. Nicoletti: Trascendenza e potere. La teologia politica di Carl Schmitt. Ed. Morcelliana. Brescia 1990.
- Hennig Ottmann: „’Das Zeitalter der Neutralisierungen und Entpolitisierungen’. Carl Schmitts Theorie der Neuzeit“, en: R. Mehring (ed.): Carl Schmitt. Der Begriff des Politischen. Ein kooperativer Komentar. Akademie. Berlín 2003.
- Pérez Crespo, Carlos E.: 'Jürgen Habermas como crítico e intérprete del pensamiento jurídico-político de Carl Schmitt'. Anuario Filosófico. Universidad de Navarra (2019): https://www.unav.edu/publicaciones/revistas/index.php/anuario-filosofico/article/view/17854 Archivado el 5 de julio de 2019 en Wayback Machine..
- Ruiz Miguel, Carlos: Carl Schmitt, Teoría política y catolicismo en la página web personal del autor en la Universidad Santiago de Compostela.
- Miguel Saralegui: Carl Schmitt pensador español. Editorial Trotta, 2016. Madrid. ISBN: 978-84-9879-629-2
- Gustav Schwab: The Challenge of Exception. An Introduction to the Political Ideas of Carl Schmitt between 1921 and 1936. Berlín 1970.
- Robert Spaemann: „Aufhalter und letztes Gefecht“, en: K. Stierle und R. Warning (editores), Das Ende. Figuren einer Denkform. Múnich 1996.
- E. Wolf: „Kritik des institutionellen Rechtsdenken“, en: H. Schelsky (ed.): Zur Theorie der Institution. Bertelsmann. Düsseldorf 1970.
- José Ignacio Vásquez Márquez: «Carl Schmitt. Algunas categorías políticas fundamentales», tesis de Magíster en Ciencia Política, en Biblioteca del Instituto de Ciencia Política de la Universidad de Chile, Santiago, 1997.
- José Ignacio Vásquez Márquez: «La influencia de Carl Schmitt en Chile», en revista Empresas Políticas No 4, Murcia 2004.
- José Ignacio Vásquez Márquez: «Carl Schmitt y la izquierda. Una relación de amigos y enemigos», en revista Ciudad de los Césares, N.º 68, Santiago, 2004.
- José Ignacio Vásquez Márquez: «Carl Schmitt. La agonía del Ius Publicum Europeaum», en revista Actualidad Jurídica N.º 13 de la Facultad de Derecho de la Universidad del Desarrollo, Santiago de Chile, 2006.
- José Ignacio Vásquez Márquez: «La izquierda mira hacia Carl Schmitt», en Documento de trabajo N°8, abril de 2009, Centro de Análisis e Investigación Política.
- Villacañas, José Luis; García Román, «Walter Benjamin y Carl Schmitt. Soberanía y estado de excepción», en Daimon, Revista de Filosofía, ejemplar dedicado a Carl Schmitt, ISSN 1130-0507, 13, diciembre de 1996, pp. 41–60.
- Villacañas, José Luis, Poder y conflicto: ensayos sobre Carl Schmitt, Biblioteca Nueva, 2008, ISBN 978-84-9742-845-3.